# Camilla Gentili
Beata Camilla Gentili (segunda mitad del siglo XV-26 de julio de 1486) fue una mujer católica oriunda de Macerata (Italia). Estaba casada con Battista Santucci, hombre antirreligioso y violento que la asesinó por estar en contra de la fe que profesaba Gentili y por haber desobedecido sus órdenes. Gentili fue beatificada en 1841 después de que el papa Gregorio XVI aprobase su culto.

## Biografía

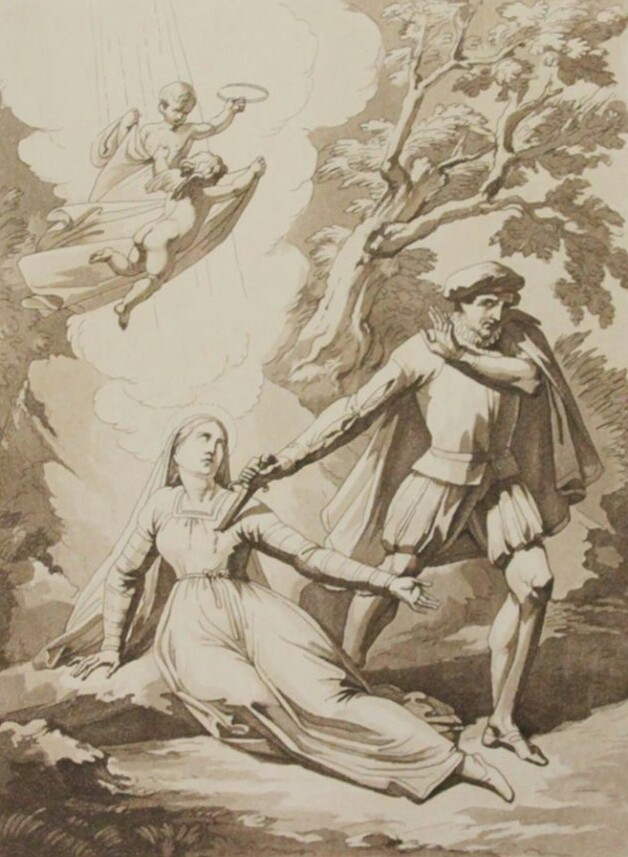
Beata Camilla Gentili de Rovellone, por Wenzel Giovanni (1847)

Camilla Gentili nació en el seno de una familia noble en Macerata, hija de Luca Gentili, perteneciente a los Señores de Rovellone, y de Brandina, miembro de la Casa de Grassi. Gentili contrajo matrimonio, previamente arreglado, con Battista Santucci, quien la odiaba a ella y a su familia por su piedad y devoción al catolicismo. De hecho, Santucci asesinó a Pierozzo Grassi, pariente de Gentili, en 1482 debido a su fe cristiana. En vez de dejar que su esposo fuese castigado por su crimen, Gentili intercedió por él, salvándole la vida al evitar que fuese condenado a muerte. Pese a este acto de generosidad, Santucci se volvería posteriormente en contra de ella y la asesinaría tras descubrir que esta se reunía en secreto con su madre, algo que Santucci le había prohibido.
Fingiendo una amabilidad inusual en él, el 26 de julio de 1486 Santucci invitó a su esposa a pasar unas horas en su granja, ubicada en Uvaiolo, donde la asesinó abriéndole el cuello de un solo corte con una daga y apuñalándola a continuación en el pecho. Pese a la gravedad de las heridas, Gentili invocó a Dios y perdonó a su asesino antes de morir, siendo enterrada en el mausoleo de la familia Gentili en la Iglesia de Santa María del Mercato (actual Iglesia de San Domenico). Al parecer, Santucci trató de huir, si bien otras fuentes afirman que se quedó inmóvil en la escena del crimen. Sus antecedentes y el hecho de ser propietario de la finca donde se cometió el asesinato provocaron que las sospechas recayesen sobre él, ganándose el desprecio de la sociedad tras descubrirse que había matado a su esposa. Debido a la ausencia de registros, se desconoce cuál fue su condena.

## Beatificación
El papa Benedicto XIV mostró una devoción especial por Gentili antes y durante su pontificado. La confirmación del longevo culto a Gentili permitió al papa Gregorio XVI aprobar su beatificación el 15 de enero de 1841, proclamando su festividad el 26 de julio, día de su muerte.